# Ozjorsk (Čeljabinská oblast)
Ozjorsk (/azjorsk/, rusky Озёрск) je uzavřené město v Čeljabinské oblasti Ruské federace. Dnes má přibližně osmdesát tisíc obyvatel.
Uzavřeným městem je kvůli blízkosti kombinátu pro zpracování radioaktivních materiálů Majak, který zaměstnává zhruba patnáct tisíc lidí.

## Ohrožení obyvatelstva
Úroveň služeb ve městě je poznamenána nedostatkem zdravotnického personálu. Hlavní příčinou zvýšené úmrtnosti jsou onkologická onemocnění. Z hlediska výskytu rakoviny je Ozjorsk na prvním místě v Čeljabinské oblasti a na třetím v rámci celé Ruské federace.